# 39號特案
《39號特案》（Case 39）是一部美國超自然恐怖電影，由德國導演克里斯蒂安·阿爾瓦特執導，主要拍攝地點位於加拿大溫哥華。電影於2010年10月1日上映（澳洲、紐西蘭2009年即上映）。影評網站爛番茄給予其21%的分數。